# Арагонське графство
42°33′ пн. ш. 0°33′ зх. д. / 42.55° пн. ш. 0.55° зх. д.
Арагонське графство (ісп. Condado de Aragón) — графство на північному сході Іспанії, що існувало у 802 — 1035 роках. Розташовувалося у долині річки Арагон, на південь від Піренеїв Адміністративний центр — містечко Хака. Інші великі поселення — Ансо, Ечо, Канфранк.

## Історія

Піренеї в 1004—1035
Арагонське графство
Наваррське королівство
Рібагорське графство
Кастильське графство
Гасконське герцогство
Леонське королівство
мусульманський Аль-Андалус

Створене близько 802 року як складова Іспанської марки Франкського королівства на кордоні з мусульманською Іспанією. 922 року увійшло складу сусіднього Памплонського (Наваррського) королівства. 1035 року унезалежнилося внаслідок поділу Памплонського королівства на Наварру, Арагон і Кастилію. Його землі стали основою для Арагонського королівства.

## Назва
- Графство Арагон, або Арагонське графство (араг. Condato d'Aragón, ісп. Condado de Aragón)
- Графство Хака, або Хацьке графство (араг. Condato de Chaca, ісп. Condado de Jaca)

## Історія
- 802: створене як граство у складі Іспанської марки Франкії.
- 809 — 810: захоплене мусульманами
- 922: включено до складу Памплонського (Наваррського) королівства.
- 18 жовтня 1035: поділ Памплонського королівства на Наварру, Арагон і Кастилію.

## Графи
- 802/807 — 809: Авреол (Аврелій)
- 809 — 820: Аснар I; скинутий памплонцями.
- 820 — 833: Гарсія I; васал Пампони.
- 833 — 844: Галіндо; син Гарсії.